# Ménil-Hubert-en-Exmes
Ménil-Hubert-en-Exmes is een gemeente in het Franse departement Orne (regio Normandië) en telt 113 inwoners (2009). De plaats maakt deel uit van het arrondissement Mortagne-au-Perche.

## Geografie
De oppervlakte van Ménil-Hubert-en-Exmes bedraagt 10,0 km², de bevolkingsdichtheid is dus 11,3 inwoners per km².
De onderstaande kaart toont de ligging van Ménil-Hubert-en-Exmes met de belangrijkste infrastructuur en aangrenzende gemeenten.

## Demografie
Onderstaande figuur toont het verloop van het inwonertal (bron: INSEE-tellingen).